# Hieronymus Christian von Holsten
Hieronymus Christian von Holsten (* 1639 in Hohenwestedt; † 2. Juli 1692 in Jütland) war ein deutscher Offizier in wechselnden Diensten.

## Leben und Wirken
Hieronymus Christian von Holsten war ein Sohn des Offiziers Claus von Holsten († im Dezember 1643 in Böternhöfen) und dessen Ehefrau Elsabe, geborene von Hoen(en), die vor 1660 starb. Der Vater diente als Offizier mehreren Fürsten und zuletzt dem dänischen König. Die Vorfahren väterlicherseits dienten, soweit belegt, ebenfalls als Militärs. Die Vorfahren mütterlicherseits, darunter ihr Vater und Offizier Evo von Hoen(en) auf Nortmoor, gehörten dem friesischen Landadel an.
Holstens Vater hatte einen zweifelhaften Ruf und soll 1630 zwei Soldaten dazu angestiftet haben, einen Gegner zu ermorden. Später wechselte der Vater in brandenburgische Dienste. Holstens ältere Geschwister, darunter Adolph Hans von Holsten, wuchsen daher bei Detlev von Rantzau auf. Dieser lebte auf Drage und war Amtmann des Amtes Steinburg. In seinem Testament sah dieser für jedes Kind jeweils 6000 Reichstaler vor. Im Jahr von Hieronymus Christian von Holstens Geburt pachtete sein Vater den Meierhof Böternhöfen, wo er sich spätestens 1641 mit seiner Familie niederließ. 1643 erschossen schwedische Plünderer, die während des Torstenssonkrieges das Herzogtum Holstein durchzogen, Holstens Vater. Die Witwe musste den Hof verlassen und zog mit ihren Kindern nach Hamburg und später zu Graf Christian zu Rantzau auf Breitenburg. Holstens 6000 Reichstaler aus dem Nachlass des 1639 verstorbenen Detlev von Rantzau verwaltete Bertram Reventlow auf Lammershagen, danach sein neun Jahre älterer Bruder Adolph Hans von Holsten.
Während Adolph Hans die kostspielige Ausbildung eines Adligen einschließlich Studium und Grand Tour durchlief, schloss sich Hieronymus Christian schon im Alter von sechzehn Jahren als „Freireiter“ einem schwedischen, im Stift Bremen stationierten Reiterregiment an. Mit diesem Regiment nahm er 1655 am schwedischen Einfall in Polen-Litauen teil, der sogenannten Schwedischen Sintflut, mit der der zweite Nordische Krieg begann. Nach anfänglichen Erfolgen unterlagen die schwedischen Truppen unter König Karl X. Gustav. Holsten gelangte 1656 in Gefangenschaft und schloss sich dem polnischen Leibregiment Lubomirskis an, mit dem er in Ungarn und der Ukraine kämpfte. Dabei nahm er auch an der Schlacht bei Tschudnow 1660 teil, die mit der Niederlage der russischen Armee unter Wassili Scheremjetjew endete. Danach nahm ihn kurzzeitig eine Horde Krimtataren gefangen, die sich mit russischen und polnischen Truppen verbündeten und Kriegsgefangene als Sklaven verkauften. Dank des Fürsten der Walachei kam er frei. Anschließend wurde er zum Kapitänleutnant befördert.
1663 kehrte von Holsten zurück nach Schleswig-Holstein. Zwei Jahre später schloss er sich dem Heer von Christoph Bernhard von Galen an und leitete für diesen beim Krieg gegen die Niederlande als Rittmeister eine Kompanie leichter Reiter. In den 1670er Jahren diente er im dänischen Heer, 1675 erhielt er Sold als Rittmeister zur Disposition und Pensionär. Ab 1676 diente er bei der gotländischen Miliz. 1678 half er, schwedische Anlandungsversuche bei Buksvig(?) und Hobro zu vereiteln. 1684 schied er erneut aus dem Dienst und bekam fortan Pension.
Von Holsten stand bis in die letzten Jahre seines Lebens in Verbindung mit seinem älteren Bruder Hans Adolph, lebte jedoch unabhängig von ihm. Er wird in einer Stammtafel von 1743 als ledig genannt, starb also vermutlich unverheiratet. Die in Hans Adolphs Langesøbog genanntem Wirtschaftsbuch für 1690 notierte „Jer. Christians Hochzeit 15 Rtlr“, beziehen sich wohl eher auf Hans Adolphs ältesten Sohn als auf eine späte Hochzeit Hieronymus Christians.

## Autobiographie
Von Holsten gelangte als Militär nie zu Bedeutung. Bekannt machten ihn seine Lebenserinnerungen, die als Autograph in Teilen erhalten ist. Seine Sprache ist ungewöhnlich lebendig und äußerst genau. Von seiner Begeisterung gerade für die grausamen Seiten des Kriegs machte er keinen Hehl. Da er nie in höhere Positionen gelangte, schilderte er seine Jugendzeit nicht – wie andere Autoren – aus einer anderen Perspektive. Von Holstens Notizen gelten heute als bedeutende Quelle der Militärgeschichte, der Geschichte Osteuropas, Schleswig-Holsteins und Westfalen. Sie sind darüber hinaus ein bedeutendes Beispiel der Barockliteratur.

## Werke
- Helmut Lahrkamp (Hrsg.): Kriegsabenteuer des Rittmeisters Hieronymus Christian von Holsten: 1655–1666. Wiesbaden: F. Steiner 1971 (= Quellen und Studien zur Geschichte des östlichen Europa 4)

(polnische Ausgabe) Przygody wojenne 1655–1666. Warszawa: Instytut Wydawniczy Pax 1980 ISBN 83-211-0196-8